# Чепурновка
Чепурновка — село Ковылкинского района Республики Мордовия в составе Клиновского сельского поселения. 

## География
Находится на расстоянии примерно 18 километров по прямой на запад от районного центра города Ковылкино.

## История
Известно с 1680 года, название по фамилии бывших владельцев. В 1869 году оно было учтено как казенное село Наровчатского уезда из 76 дворов.

## Население
Постоянное население составляло 231 человек (русские 96%) в 2002 году, 198 в 2010 году .